# Marcus Tubbs
Marcus Dwayne Tubbs (Dallas, 16 maggio 1981) è un ex giocatore di football americano statunitense che ha militato nel ruolo di defensive tackle per tutta la carriera con i Seattle Seahawks della National Football League (NFL). Fu scelto nel corso del primo giro (23º assoluto) del Draft NFL 2004. Al college giocò a football coi Texas Longhorns.

## Carriera

### Seattle Seahawks
Tubbs fu scelto nel corso del primo giro del Draft 2004 dai Seattle Seahawks. Considerato un giocatore di ottimo talento, fu rallentato per tutta la carriera dagli infortuni. Nella sua stagione da rookie disputò 11 gare con 13 tackle, un sack e un fumble forzato. Nella stagione successiva disputò 13 gare mettendo a segno 40 tackle, con i Seahawks che arrivarono a disputare il Super Bowl XL perso contro i Pittsburgh Steelers. Nel 2006 disputò solo 5 partite a causa di una microfrattura. Nel 2007 passò tutto l'anno in lista infortunati, non scendendo più in campo. L'11 agosto 2008 fu svincolato dai Seahawks.

## Palmarès

### Franchigia
- National Football Conference Championship: 1

Seattle Seahawks: 2005